# Краца-Цагаропулу, Роди
Роди Краца-Цагаропулу (греч. Ρόδη Κράτσα - Τσαγκαροπούλου, род. 14 ноября 1952, Закинф, Греция) — греческий политический деятель. Член партии «Новая демократия».Глава (периферий) периферии Ионических островов с 2019 по 2023 год. В прошлом — депутат Европейского парламента и член Европейской народной партии с 1999 по 2014 год, первый вице-президент Европейского парламента с 2007 по 2009 год, вице-президент с 2009 по 2012 год.

## Биография
Родилась 14 ноября 1952 года на острове Закинф в Ионическом море. Изучала политическую социологию в Женевском университете в Швейцарии. Далее изучала европейские отношения в Европейском институте Женевского университета (IEUG, ныне Global Studies Institute, GSI).
В 1998 году избрана в муниципальный совет Афин.
В 1999 году избрана депутатом Европейского парламента. В 1999 году стала первым президентом Международной ассоциации по продвижению женщин Европы (Association Internationale pour la Promotion des Femmes d'Europe, AIPFE), созданной в Брюсселе под патронатом президента Европейского парламента Николь Фонтейн. С 2007 по 2009 год — первый заместитель президента Европейского парламента Ханса Герта Пёттеринга.
Замужем за Апостолосом Крацасом (Απόστολος Κράτσας, род. 1941), депутатом парламента Греции, заместителем министра транспорта и коммуникаций в правительстве Константиноса Мицотакиса в 1990—1991 гг., членом центрального комитета партии «Новая демократия» с 1994 года. Дети — Йоргос (Γιώργος Κράτσας) и Констандия (Κωνστάντια Κράτσα).